# Maksim Tank
Maksim Tank, pseudonimo di Jaŭhen Ivanavič Skurko (in bielorusso Максім Танк, Яўген Іванавіч Скурко?, in russo Максим Танк, Евгений Иванович Скурко?, Evgenij Ivanovič Skurko; Pil'kaŭščyna, 17 settembre 1912 – 7 agosto 1995), è stato un poeta e traduttore bielorusso.

## Biografia

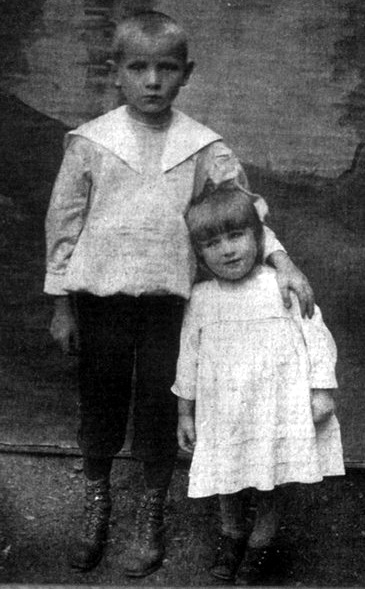
Maksim con la sorella Vera nel 1922

Jaŭhien Skurko nasce in una famiglia contadina in un villaggio della Pil'kaŭščyna, nell'area di Maladzečna nell'attuale Voblasc' di Minsk. Nella prima guerra mondiale suo padre viene arruolato e Jaŭhien ripara con la madre a Mosca; la famiglia torna in patria nel 1922.
Nel 1927 aderisce alla Lega dei Giovani Comunisti e partecipa al movimento clandestino, conducendo attività rivoluzionarie a Vilnius e Navahrudak. In questo periodo assume lo pseudonimo di Maksim Tank. Viene arrestato alcune volte e rinchiuso nel carcere di Vilnius; durante la prigionia scrive diverse poesie a sostegno dei rivoluzionari, raccolte in Na etapach ("A tappe", 1936). Aderisce in seguito al Realismo Socialista.
È stato insignito di diversi riconoscimenti, fra cui l'Ordine della Bandiera rossa e l'Ordine di Lenin.

## Opere
- Januk Skjaliba (1942)
- Sled bliskavicy ("La traccia del fulmine", 1957)
- Chaj budze svjatlo ("E luce sia", 1972)
- Za maim stalom ("Dietro la mia tavola", 1984)